# Silent disco (evenement)

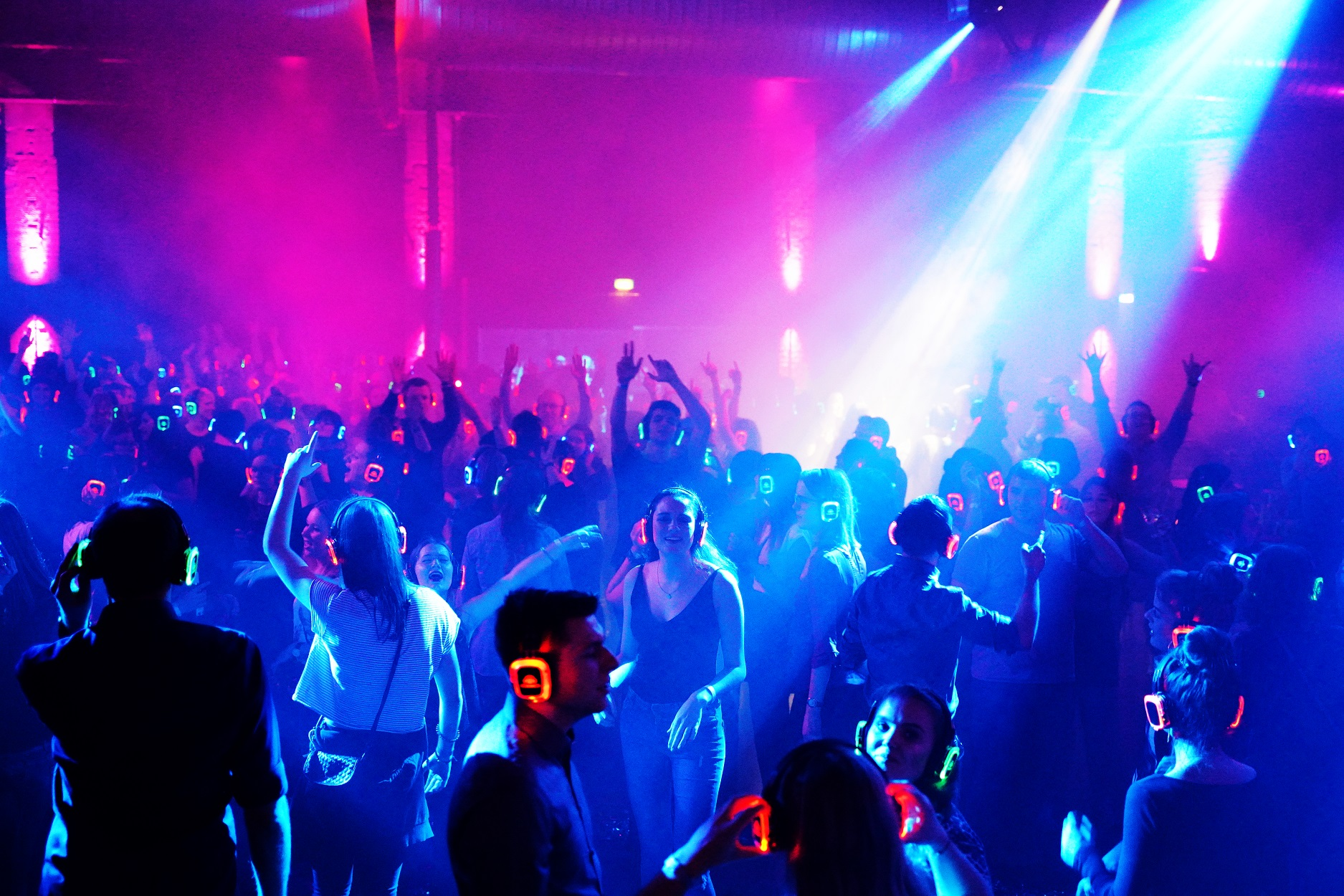
Een silent disco in Bielefeld, Duitsland.

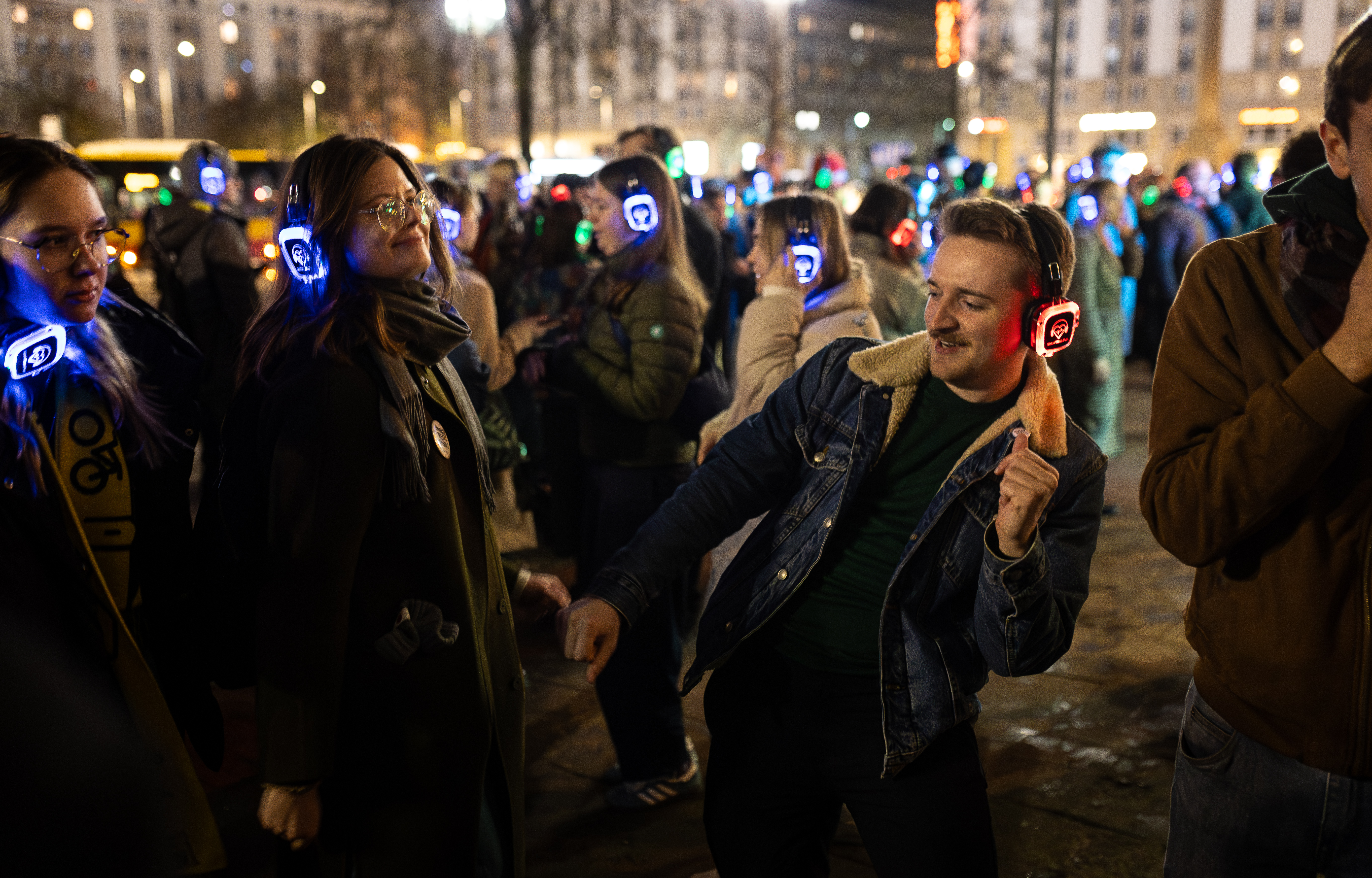
Een silent disco in Warschau, Polen.

Een silent disco is een evenement of feest waarbij mensen dansen op muziek die te horen is via draadloze hoofdtelefoons. Er wordt geen muziek afgespeeld via speakers, met als gevolg dat wanneer je geen hoofdtelefoon draagt, je ook niets hoort.

## Historie
In een Japans sciencefictionverhaal van Astroboy komt in 1967 een soort silent disco voor. Een van de hoofdpersonages komt dan op een feest waar alle bezoekers een hoofdtelefoon dragen. In de jaren negentig werd silent disco populair op buitenfeesten om overlast te beperken. Het grootste buitenevenement dat een silent disco voor het eerst opnam in het programma was het Engelse Glastonbury Festival in 1994. Ook daar was het initieel een oplossing om door te kunnen blijven feesten zodat andere bezoekers konden slapen tijdens het meerdaagse festival. Na de eeuwwisseling werd silent disco een bekend concept op tal van festivals en andere evenementen.

## Gebruik
Om een silent disco te organiseren zijn draadloze hoofdtelefoons nodig en daarnaast een systeem om muziek vanaf een reguliere draaitafel te streamen naar de hoofdtelefoons. Tijdens een silent disco komt het voor dat er te luisteren is naar verschillende muziekkanalen. Wanneer dit zo is, dan kan er vaak aan de verlichting van de hoofdtelefoon gezien worden op welk kanaal de hoofdtelefoon staat. De bezoeker kan zelf met een knopje van kanaal wisselen.

## Evenementen
Bekende Nederlandse evenementen waar regelmatig een silent disco wordt georganiseerd zijn onder meer het slotfeest van het International Film Festival Rotterdam of het reizende theaterfestival De Parade.